# کلاوس-دیتر کوررات
کلاوس-دیتر کوررات (آلمانی: Klaus-Dieter Kurrat؛ زادهٔ ۱۶ ژانویهٔ ۱۹۵۵) دونده سرعت اهل آلمان بود.